# Nkumba lishka
Nkumba lishka är en insektsart som beskrevs av Irena Dworakowska 1974. Nkumba lishka ingår i släktet Nkumba och familjen dvärgstritar.
Artens utbredningsområde är Kongo. Inga underarter finns listade i Catalogue of Life.